# Поташов, Лев Васильевич
Лев Васильевич Поташов (21 мая 1930, Куйбышев, СССР — 8 сентября 2020) — советский и российский хирург, член-корреспондент РАМН (1997), член-корреспондент РАН (2014).

## Биография
Родился 21 мая 1930 года в Куйбышеве.
В 1954 году окончил военно-морской факультет 1-го Ленинградского медицинского института имени академика И. П. Павлова и был направлен для прохождения службы в военно-морской госпиталь г. Лиепая.
В 1958 году уволился в запас и с тех пор работал в том же институте: сначала аспирант при кафедре госпитальной хирургии, которой руководил профессор Ф. Г . Углов, затем ассистент, доцент, с 1977 по 2005 годы — заведующий кафедрой общей хирургии.
В 1962 году защитил кандидатскую диссертацию, тема: «Антикоагулянты при хирургическом лечении митрального порока и операциях с искусственным кровообращением»
В 1964 году впервые провел операцию коронарографии.
В 1975 году защитил докторскую диссертацию, тема: «Экспериментально-клиническое обоснование методов диагностики и лечения массивных кровотечений из острых и хронических язв желудка и 12-перстной кишки».
В 1997 году избран членом-корреспондентом РАМН.
В 2014 году стал членом-корреспондентом РАН (в рамках присоединения РАМН и РАСХН к РАН).
Скончался 8 сентября 2020 года. Похоронен в Санкт-Петербурге на Богословском кладбище.

## Научная деятельность
Специалист в области изучения болезней ЖКТ человека.
Внес значительный вклад в разработку вопросов трансплантологии, осуществляя научное руководство Санкт-Петербургским центром трансплантации почки, где проводились исследования по технике пересадки почки, профилактике и лечению осложнений криза отторжения.
Под его руководством проведены приоритетные исследования по квантовому воздействию ультрафиолетового облучения крови, изучается проблема лимфовенозной недостаточности.
В содружестве с подразделениями и научными институтами проведены глубокие клинико-физиологические исследования по этиопатогенезу заболевания, что позволило разработать наиболее рациональные методы лечения больных, начата разработка новых малоинвазивных методов лечения варикозной болезни с применением лазерных технологий.
На кафедре были продолжены исследования по хирургическому лечению язвенной болезни желудка и 12-перстной кишки и их осложнений. Выделена и описана особая популяция ишемических язв, рассмотрены генетические аспекты язвенной болезни и её прогнозирования.
Проводились исследования и активное внедрение методов новых малоинвазивных вмешательств: пункционные методы лечения кист печени, поджелудочной железы, почек, в практику были введены методы лапароскопической холецистэктомии при желчнокаменной болезни, остром холецистите, холедохолитиазе, перфоративной язве желудка, опухолях надпочечника.
Автор 6 монографий и более 300 научных работ.
Под его руководством выполнено 12 докторских и 42 кандидатские диссертации.

### Избранные труды
- монография «Кровотечения из острых и хронических гастродуоденальных язв» (1982, в соавторстве);
- монографии «Хеликобактериоз в хирургической гастроэнтерологии» (1999), в которой описана патогенетическая роль Helicobacter в развитии язвенной болезни;
- монография «Ишемическая болезнь органов пищеварения» (1987) (Л. В. Поташов, М. Д. Князев, А. М. Игнашов);
- монография «Ультрафиолетовое облучение крови в хирургии» (1993);

## Награды
- Заслуженный деятель науки Российской Федерации (1991)